# Scrophularia kakudensis
Scrophularia kakudensis là một loài thực vật có hoa trong họ Huyền sâm. Loài này được Franch. miêu tả khoa học đầu tiên năm 1879.